# Brhlovce
Brhlovce (tiếng Hungary: Borfő, phát âm [ˈborføː]) là một khu tự quản và là một ngôi làng ở Quận Levice ở phía tây nam của Slovakia, thuộc Vùng Nitra.
Ngôi làng được hình thành vào năm 1952 bởi sự hợp nhất của các làng Dolné Brhlovce (tiếng Hungary: Tegzesborfő) và Horné Brhlovce (tiếng Hungary: Kálnaborfő).
Ngôi làng nằm cách Levice 10 km về phía đông. Nơi đây được biết đến chủ yếu với những ngôi nhà được xây dựng theo kiến trúc hang động, cắt sâu xuống lớp phụ của núi lửa, đã được đề xuất vào Danh sách Di sản Thế giới của UNESCO.
Những ngôi nhà được khai quật này được cho là do người dân địa phương xây dựng vào thế kỷ 16 và 17 nhằm "ẩn giấu ngôi làng" và tránh các cuộc đột kích của người Thổ Nhĩ Kỳ. Họ không muốn xây những ngôi nhà trệt bình thường vì từ xa sẽ có thể nhìn thấy những ngôi nhà này.
Theo số liệu năm 2009, Brhlovce có dân số là 329 người và diện tích là 13.385 người km².

## Dân số
| Năm            | 1994 | 2004   | 2014   | 2024   |
| -------------- | ---- | ------ | ------ | ------ |
| Số lượng người | 360  | 329    | 305    | 292    |
| Sự khác biệt   |      | −8,61% | −7,29% | −4,26% |

| Năm            | 2023 | 2024   |
| -------------- | ---- | ------ |
| Số lượng người | 289  | 292    |
| Sự khác biệt   |      | +1,03% |